# Lluís Antoni Sobreroca i Ferrer
Lluís Antoni Sobreroca y Ferrer (Barcelona, 1922 - 5 de agosto de 1999) fue un sacerdote jesuita, fundador y primer director general de Esade (Escuela Superior de Administración y Dirección de Empresas).
Fue presidente de la Fundación Pere Tarrés, dedicada a reinsertar a exreclusos, y de la Obra de la Visitació de Nuestra Señora. Sobreroca fundó Esade en 1958, impulsado por un grupo de empresarios como Leandre Jover, Ramon Mas Bagà, Fernando de Pou, Ramon García Nieto, Joan Antoni Rumeu de Delás e Ignasi Vidal Gironella.
El interés por la modernización de las empresas, la llegada de las multinacionales estadounidenses a España, el clima generado en el marco del Plan de Estabilización y la convertibilidad de la peseta resultaron decisivos en el empujón fundacional de la primera escuela de estudios económicos sin vínculos con la universidad pública. Los mencionados empresarios propusieron al entonces padre provincial de los jesuitas en Barcelona, Victor Blajot, la creación de Esade y este último encargó el proyecto a Sobreroca. Fue el primer director de Esade, sucedido después por Mariano Ibar, Xavier Adroer, Víctor Filella, Lluis Maria Pugès y, en la actualidad, Koldo Echebarria.
El 6 de mayo de 2014, el Consejo de Distrito de las Cortes aprobó la petición de dar el nombre de Jardines de Sobreroca y Ferrer al espacio ajardinado que se ubica en lo alto de la avenida de Pedralbes y que une esta vía con la calle Marqués de Mulhacén, en homenaje a Mn. Lluís Antoni Sobreroca y Ferrer.